# Diego López V d'Haro
Diego López V d'Haro, secondo la grafia basca moderna Diego Lopitz V.a Harokoa (1250 – Algeciras, gennaio 1310) fu un nobile castigliano, fondatore di Bilbao e signore di Biscaglia dal 1295 al 1310.

## Origine
Diego, come conferma il Nobiliario del Conde de Barcelos Don Pedro, era figlio del Signore di Biscaglia, Diego López III e di Costanza di Bearn, che come riporta LA VASCONIE era figlia del visconte di Bearn, Guglielmo II e della moglie, Garsenda di Provenza ed era sorella di Gastone VII.

Diego López III, ancora secondo il Nobiliario del Conde de Barcelos Don Pedro, era figlio di Lope Díaz II Cabeza Brava e di Urraca Alfonso di León, che era figlia illegittima del Re di León, Alfonso IX e di Inés Íñiguez de Mendoza.

Stemma della famiglia de Haro

## Biografia
Secondo il Diccionario biográfico español, Real Academia de la Historia, assieme al fratello, il signore di Biscaglia, Lope Díaz III fu tra coloro che a Valladolid, nel 1282, acclamarono re di Castiglia, Sancho IV e che in quello stesso anno, nel mese di luglio, con l'approvazione della regina madre, Violante d'Aragona ne sposò la sorella, Violante, che, come conferma il Nobiliario del Conde de Barcelos Don Pedro, era figlia del re di Castiglia e di León e futuro re dei Romani, Alfonso X e di Violante d'Aragona(Infanta D. filha del Rey don Afonso de Castella e da Rainha dona Violante), che, come riporta la Cronaca piniatense, era figlia del Re di Aragona, Conte di Barcellona e delle altre contee catalane, re di Valencia e di Maiorca, signore di Montpellier e Carladès, Giacomo I il Conquistatore e della principessa ungherese Violante, figlia del re di Ungheria Andrea II e della principessa di Costantinopoli Iolanda di Courtenay.
L'appoggio a Sancho IV continuò per alcuni anni tanto che Diego fu l'alfiere del re dal 1284 al 1288; ma, in quell'anno, nel mese di giugno, suo fratello, Lope, fu messo a morte e Diego dovette rifugiarsi in Aragona; la morte di Lope ad Alfaro, ad opera di Sancho IV è riportata nel Chronicon Domini Joannis Emmanuelis (interfecit Rex Dns Sancius Comitem Dnm Lupum, in Alfaro).
Nel 1295 alla morte di suo cognato il re di Castiglia, Sancho IV, Diego López V, approfittando del periodo di instabilità di governo in cui era piombata la Castiglia durante la reggenza di Maria di Molina per il figlio minorenne Ferdinando IV di Castiglia, il 25 aprile, entrò in Biscaglia e la occupò senza trovare alcuna resistenza, sottraendola alla nipote, María Díaz I la Buona, moglie di un altro cognato, Giovanni di Castiglia, ancora in carcere per essersi schierato coi ribelli avversari della regina madre, come riportato nel capitolo XXI delle Memorias historicas del Rei Alonso el Sabio. Le Memorias de D. Fernando IV de Castilla, riportano che Diego occupò la Biscaglia col consenso di Maria di Molina.

Un documento del 1287 (1287.04.22 (era 1325). Santa Olalla) conferma che Diego, citato con la moglie, Violante, era signore di Biscaglia (Diego López de Haro, señor de Vizcaya, y por su mujer doña Violante, infanta de Castilla).
Una volta liberato, Giovanni di Castiglia rimase invece tra le schiere dei ribelli contrari al governo della reggente Maria di Molina, per la quale invece parteggiava Diego, al quale venne confermata la signoria di Biscaglia, invano richiesta da Giovanni a nome della moglie, María Díaz de Haro.
Secondo La web de las biografias Diego, il 15 giugno 1300, fu il fondatore della città di Bilbao, considerata come importante collegamento per i commerci tra la Castiglia e l'Europa continentale.
Nel 1301, Ferdinando IV raggiunse la maggior età, ma continuò a essere guidato dai reggenti, tra cui il suo prozio, Enrico, alla cui morte nel 1303, Ferdinando IV cominciò a regnare, senza subire l'influenza della madre, per cui Giovanni e María Díaz de Haro, tornarono a richiedere la signoria di Biscaglia, come riporta La web de las biografias.

Il contratto fu acceso e sfociò in una vera e propria guerra civile che terminò con una tregua, la pace di Pancorbo nel giugno del 1306, che venne confermata nel trattato di Valladolid, del marzo 1307, in cui, con l'approvazione di Ferdinando IV, venne sancito un accordo tra Maria de Haro e Diego, che avrebbe mantenuto la signoria di Biscaglia sino alla sua morte, dopodiché, la signoria sarebbe passata a Maria e Giovanni ed ai loro discendenti.
Diego continuò a collaborare con Ferdinando IV, partecipando al seguito del re alla guerra contro i Mori e morì, nel 1310, durante l'assedio di Algeciras, probabilmente dovuto ad un attacco di Gotta; la morte di Diego è riportata nel Chronicon Domini Joannis Emmanuelis (Aera M.CCC. XLVIII obiit Dns Didacus).
Dopo la sua morte la nipote Maria ed il marito, Giovanni, ereditarono la signoria di Biscaglia, mentre al figlio, Lope Díaz de Haro andarono Castrojeriz, Orduña e Balmaseda.

## Discendenza
Diego da Violante ebbe quattro figli:
- Lope Díaz de Haro (1285-1322), signore di  Castrojeriz, Orduña e Balmaseda morto senza eredi[7];
- Fernando Díaz de Haro, erede del fratello delle signorie di Orduña e Valmaseda, sposò nel 1315 la principessa Maria del portogallo nipote di Alfonso III del Portogallo[7];
- Pedro Díaz de Haro, che morì bambino;
- María Díaz de Haro, signora di Tordehumos e moglie di Juan Núñez II de Lara[7].

### Fonti primarie
- (LA)  #ES España Sagrada, Volumen 2
- (ES)  Crónica de San Juan de la Peña.
- (PT)  Nobiliario del Conde de Barcelos Don Pedro, Hijo del Rey Don Dionisio, Reyes de Portugal.
- (ES)  #ES Catálogo de la Colección Salazar y Castro

### Letteratura storiografica
- (ES)  #ES Memorias historicas del Rei Alonso el Sabio
- (ES) #ES Memorias de D. Fernando IV de Castilla
- (FR)  LA VASCONIE.